# Walter De Wyngaert
Walter De Wyngaert (17 september 1970) is een Belgische atleet, die is gespecialiseerd in het hamerslingeren. In totaal werd hij achtmaal Belgisch kampioen in deze discipline. Hij doceert dit vak ook aan de Vlaamse Trainerschool (VTS).

## Loopbaan
De Wyngaert behaalde zijn eerste succes in 2000 met het winnen van het Belgisch kampioenschap hamerslingeren. In 2001 werd hij tweede in de Europacup Second League in het Cypriotische Nicosia.
De Wyngaert is aangesloten bij Regio Oost-Brabant Atletiek (ROBA), de fusieclub van Haacht, Diest en Betekom.

## Belgische kampioenschappen
| Onderdeel      | Jaar                                           |
| -------------- | ---------------------------------------------- |
| hamerslingeren | 2000, 2002, 2003, 2004, 2005, 2006, 2007, 2016 |

## Persoonlijk record
| Onderdeel      | Prestatie | Datum           | Plaats |
| -------------- | --------- | --------------- | ------ |
| hamerslingeren | 65,92 m   | 5 augustus 2007 | Nijvel |

## Palmares
hamerslingeren
- 1991:  BK AC
- 1992:  BK AC
- 1993:  BK AC
- 1994:  BK AC
- 1995:  BK AC
- 1996:  BK AC
- 1997:  BK AC
- 1998:  BK AC - 63,49 m
- 1999:  BK AC - 63,24 m
- 2000:  BK AC - 64,83 m
- 2001:  BK AC
- 2002:  BK AC - 62,21 m
- 2003:  BK AC - 62,29 m
- 2004:  BK AC - 63,35 m
- 2005:  BK AC - 62,26 m
- 2006:  BK AC - 63,45 m
- 2007:  BK AC - 65,92 m
- 2008:  BK AC - 63,11 m
- 2009:  BK AC - 59,71 m
- 2010:  BK AC - 63,83 m
- 2011:  EK Masters - 63,28 m[1]
- 2011:  BK AC - 58,88 m
- 2012:  BK AC - 59,52 m
- 2013:  BK AC - 61,76 m
- 2014:  BK AC - 57,67 m
- 2015:  BK AC - 58,82 m
- 2016:  BK AC - 60,11 m
- 2017:  BK AC - 53,30 m
- 2018:  BK AC - 53,62 m